# Révolution cognitiviste
Révolution Cognitive
La révolution cognitiviste ou révolution cognitive, d'après une expression d'Howard Gardner (1993), désigne le mouvement scientifique qui, né à la fin des années 1950, a donné naissance aux sciences cognitives. La Révolution Cognitive fait aussi référence, biologiquement, au saut évolutif du cerveau des premiers humains modernes il y a environ 70 000 ans, qui a permis à l’Homo Sapiens d’évoluer avec des capacités cognitives et de communiquer à un niveau inédit du langage dans le règne animal. Cette hypothèse d'un saut biologique est soutenu par Yuval Noah Harari mais ne fait toutefois pas l'unanimité auprès des spécialistes.

## Psychologie
Dans le domaine de la psychologie, elle a conduit ses pionniers, Jerome Bruner et George Armitage Miller, dans le cadre du "Center for  Cognitive Studies" qu'ils créent ensemble à Harvard en 1960, à dépasser le cadre de la "boîte noire" béhavioriste en vue d'intégrer l'étude de la pensée, considérée par eux comme une construction cognitive apprise, et ouvrant vers une « approche interdisciplinaire du mental ».

## Linguistique générative
Sur le langage, le débat majeur entre le psychologue B. F. Skinner et le linguiste Noam Chomsky a été l'un des premiers moments de cette « révolution ». Revenant sur cette époque en 1997, Chomsky écrivait : « Que le mot « révolution » soit approprié ou non, il se produisit un important changement de perspective [dans les années 1950] : on passa de l'étude du comportement et de ses produits (tels les textes) à celle des mécanismes internes constitutifs de la pensée et de l'action. Le point de vue cognitiviste ne considère pas le comportement et ses produits comme son objet de recherche mais comme autant de données susceptibles de fournir des indications sur les mécanismes internes de l'esprit et sur les façons d'opérer de ces mécanismes dans l'exécution des actions ou l'interprétation de l'expérience. [...] Cette approche est « mentaliste » [...] [et] s'emploie à étudier un objet réel du monde naturel — le cerveau, ses états et ses fonctions — et à intégrer ainsi progressivement l'étude de l'esprit au sein des sciences biologiques. »